# Kazimiera
Kazimiera (Abk. Kazė) ist ein litauischer weiblicher Vorname, abgeleitet von Kazimieras. 

## Namensträger
- Kazimiera Strolienė (*  1960),  Biathletin und Skilangläuferin